# شصت و دومین مراسم جایزه گرمی
شصت و دومین مراسم جایزه گرمی در ۲۶ ژانویه ۲۰۲۰، در سالن استیپلز سنترِ لس آنجلس برگزار شد. برترین ضبط‌ها، آهنگ‌ها و هنرمندان بر اساس آثار منتشر کرده از ۱ اکتبر ۲۰۱۸ تا ۳۱ اوت ۲۰۱۹ در این مراسم شرکت داده شدند. نامزدها در تمامی ۸۴ بخش، در ۲۰ نوامبر ۲۰۱۹ معرفی شدند. آلیشا کیز همانند مراسم گرمی سال قبل میزبانی این دوره را بر عهده داشت. لیزو با نامزدی در هشت بخش، بیشترین تعداد را از این حیث دارد و پس از آن بیلی آیلیش و لیل ناز اکس با شش نامزدی رتبه دوم را دارند. بیلی آیلیش اولین هنرمندی است که موفق شده‌است در یک سال هر چهار جایزه اصلی، شامل بهترین ضبط سال، بهترین آلبوم سال، بهترین ترانه سال و بهترین هنرمند جدید را بعد از کریستوفر کراس در سال ۱۹۸۱ برنده شود.

## اجراکنندگان
| هنرمند(ان) | ترانه(ها)                                                                          |
| --- | ---------------------------------------------------------------------------------- |
| لیزو | "Cuz I Love You" "Truth Hurts"                                                     |
| آلیشا کیز Boyz II Men | ادای احترام به کوبی برایانت "It's So Hard to Say Goodbye to Yesterday"             |
| بلیک شلتون گوئن استفانی | "Nobody but You"                                                                   |
| آلیشا کیز | ادای احترام به هنرمندان نامزدشده با ریتم آهنگ "Someone You Loved" از Lewis Capaldi |
| جوناس برادرز | "Five More Minutes" "What a Man Gotta Do"                                          |
| تایلر، د کریتور Boyz II Men شارلی ویلسون                                                                                            | "Earfquake" "New Magic Wand"                                                       |
| آشر FKA Twigs Sheila E. | ادای احترام به پرینس "Little Red Corvette" «وقتی فاخته‌ها می‌گریند» "Kiss"           |
| کامیلا کبیو | "First Man"                                                                        |
| تانیا تاکر برندی کارلایل | "Bring My Flowers Now"                                                             |
| آریانا گرانده | «تصور کن» "My Favorite Things" «۷ حلقه» "Thank U, Next"                            |
| بیلی آیلیش فینیاس | «وقتی مهمونی تموم میشه»                                                            |
| اروسمیث ران-دی.ام.سی | "Livin' on the Edge" "Walk This Way"                                               |
| لیل ناز اکس بیلی ری سایرس بی‌تی‌اس دیپلو Mason Ramsey ناز                                                                             | «جاده شهرک قدیمی» "Rodeo"                                                          |
| دمی لواتو | "Anyone"                                                                           |
| دی‌جی خالد کیرک فرانکلین جان لجند Meek Mill Roddy Ricch YG                                                                           | ادای احترام به نیپسی هاسل "Letter to Nipsey" "Higher"                              |
| رزالیا | "Juro Qué" "Malamente"                                                             |
| آلیشا کیز Brittany Howard | "Underdog"                                                                         |
| H.E.R. | "Sometimes"                                                                        |
| بانی ریت | ادای احترام به جان پراین "Angel from Montgomery"                                   |
| گری کلارک جونیور The Roots | "This Land"                                                                        |
| Trombone Shorty Orleans Avenue Preservation Hall Jazz Band                                                                          | ادای احترام به دکتر جان                                                            |
| بن پلت سیندی لاپر جان لجند جاشوا بل دبی آلن میستی کوپلند کامیلا کبیو گری کلارک جونیور لانگ لانگ The War and Treaty Lee Curreri کامن | ادای احترام به آموزش موسیقی و Kenneth Ehrlich "I Sing the Body Electric"           |